# Spaceteam
Spaceteam est un jeu vidéo de type party game développé et édité par Sleeping Beast Games, sorti en 2012  sur iOS et Android.

## Accueil
Lors de l'Independent Games Festival 2013, le jeu a été nommé pour le prix Nuovo et a reçu une mention honorable dans la catégorie Excellence en Design.